# Calvaire et ossuaire du cimetière de Guéhenno

Le calvaire du cimetière de Guéhenno est situé  au cimetière du bourg de Guéhenno, dans le Morbihan.

## Historique
Le calvaire et l'ossuaire du cimetière de Guéhenno font l’objet d’un classement au titre des monuments historiques depuis le 24 janvier 1924.
La croix de cimetière de Guéhenno fait l’objet d’une inscription au titre des monuments historiques depuis le 21 mai 1927.